# Lac aux Chiens (Rivière-Mistassini)
Pour les articles homonymes, voir Chien (homonymie) et Lac aux Chiens.
Le lac aux Chiens est un plan d’eau douce du bassin versant la rivière Mistassibi et de la rivière Mistassini. Ce plan d’eau est situé dans le territoire non organisé de Rivière-Mistassini, dans la municipalité régionale de comté (MRC) de Maria-Chapdelaine, dans la région administrative du Saguenay–Lac-Saint-Jean, dans la province de Québec, au Canada.
La zone du lac aux Chiens est desservie par quelques routes forestières secondaires surtout pour les besoins de la foresterie et des activités récréotouristiques,,.
La foresterie constitue la principale activité économique dans la zone du lac ; les activités récréotouristiques, en second.
La surface du lac aux Chiens est habituellement gelée de la fin novembre au début avril, toutefois la circulation sécuritaire sur la glace se fait généralement de la mi-décembre à la mi-avril.

## Géographie
Le lac aux Chiens est situé dans la partie nord de la zec de la Rivière-aux-Rats.
Les principaux bassins versants voisins du lac aux Chiens sont :
- côté nord : lac Croche, lac Morampont, rivière Mistassibi ;
- côté est : lac Carré, lac Jos, rivière aux Rats, ruisseau Bellemare, lac Bellemare, Grand lac Thomas, Petit lac Thomas ;
- côté sud : lac Harvey, lac Mush, petit lac aux Rats ;
- côté ouest : lac Cochon, ruisseau Cochon, lac du Dépôt, petite rivière aux Rats, lac Siamois, rivière Samaqua.

Entièrement en zone forestière, le lac aux Chiens comporte une superficie de 1,72 km2, une longueur de 3,0 km, une largeur maximale de 1,1 km et une altitude de 538 m. Ce lac ne comporte aucune île. Il est surtout alimenté par la décharge (venant du nord) du lac Croche et par la décharge (venant du Sud) d’un petit lac. Un sommet de montagne (altitude : 615 m est situé à 0,6 km à l’est. Une presqu’île rattachée à la rive sud s’étire sur 1,1 km vers le nord.
L’embouchure du lac aux Chiens est localisée au sud, soit à :
- 1,4 km au nord-est du lac du Dépôt ;
- 1,7 km au sud-est de la confluence de la décharge du lac aux Chiens et du ruisseau Cochon ;
- 8,9 km au nord-ouest d’une courbe de la rivière aux Rats ;
- 11,0 km au sud-est du lac au Foin lequel est traversé par la rivière Mistassibi ;
- 14,0 km au sud-est d’une courbe de la rivière Samaqua ;
- 54,9 km au nord-ouest de la confluence de la petite rivière aux Rats et de la rivière aux Rats ;
- km à l’est de la route forestière R0216 (sens nord-sud) ;
- 119,3 km au nord-ouest de la confluence de la rivière aux Rats et de la rivière Mistassini ;
- 138,5 km au nord-ouest de la confluence de la rivière Mistassini et du lac Saint-Jean[1].

À partir de l’embouchure du lac aux Chiens, le courant descend successivement le cours de :
- la décharge du lac aux Chiens sur 2,5 km vers le nord-ouest ;
- le ruisseau Cochon sur 0,5 km vers le sud-ouest ;
- la petite rivière aux Rats sur 80,4 km vers le sud ;
- la rivière aux Rats sur 101,8 km vers le sud ;
- la rivière Mistassini sur 24,6 km vers l’Est, puis le sud-Ouest.

À l’embouchure de cette dernière, le courant traverse le lac Saint-Jean sur 42,7 km vers l’Est, puis emprunte le cours de la rivière Saguenay vers l’Est sur 155 km jusqu’à la hauteur de Tadoussac où il conflue avec le fleuve Saint-Laurent.

## Toponymie
Le toponyme « lac aux Chiens » a été officialisé le 15 mai 1970 par la Commission de toponymie du Québec.